# Parafia św. Wojciecha w Rydzewie
Parafia świętego Wojciecha w Rydzewie – parafia rzymskokatolicka, znajdująca się w diecezji ełckiej, w dekanacie Rajgród.